# Jake Carter
Jacob Carter, występujący także jako Jake Carter (ur. 11 sierpnia 1998 w Liverpoolu) – brytyjski piosenkarz.

## Życiorys
Urodził się w Liverpoolu, a wychował w Newry w Belfaście. Ma starszego brata Nathana, który również jest piosenkarzem. Zaczął występować publicznie w wieku 15–16 lat, swój pierwszy koncert zagrał w Leeds Irish Centre. W młodości uczył się gry na skrzypcach, akordeonie i gitarze.
3 marca 2017 zadebiutował w telewizji występem w programie RTÉ One The Late Late Show. 27 października wydał debiutancki minialbum, zatytułowany Three Things. Od 14 do 27 grudnia będzie grał tytułową rolę w pantomimie Aladyn, wystawianej w SSE Arena w Belfaście. Od 7 stycznia do 25 marca 2018 uczestniczył w drugiej edycji programu RTÉ One Dancing with the Stars. Jego partnerką taneczną była Karen Byrne, z którą wygrał finał konkursu.

## Inspiracje
Inspiruje się twórczością muzyków, takich jak m.in. McFly, Rascal Flatts i Hunter Hayes.

## Dyskografia

### Minialbumy (EP)
- Three Things (2017)